# Robert Nikolic
Robert Nikolic (ur. 1 sierpnia 1968 w Bonn) – niemiecki piłkarz występujący na pozycji obrońcy lub pomocnika.

## Kariera
Nikolic jest wychowankiem klubu Bonner SC. Od 1984 do 1988 roku grał w juniorach Bayeru 04 Leverkusen. Zawodową karierę rozpoczynał w sezonie 1988/1989 w pierwszoligowej Borussii Dortmund. W pierwszej lidze niemieckiej zadebiutował 29 listopada 1988 w przegranym 0:2 meczu z Werderem Brema. W debiutanckim sezonie zdobył z klubem Puchar Niemiec. W Borussii spędził trzy sezony. W sumie rozegrał tam 51 ligowych spotkań.
W 1991 roku odszedł do drugoligowego FC St. Pauli. W tym klubie grał przez dwa lata. Od 1993 do 1997 roku reprezentował barwy trzecioligowego Rot-Weiß Oberhausen. Latem 1997 przeniósł się do drugoligowego KFC Uerdingen 05. W sezonie 1998/1999 uplasował się z nim na 16. miejsce w 2. Bundeslidze i spadł z nim do trzeciej ligi. Wówczas odszedł z klubu.
Latem 1999 roku przeszedł do innego drugoligowca - 1. FSV Mainz 05. W jego barwach zadebiutował 29 sierpnia 1999 w przegranym 0:3 pojedynku z Energie Cottbus. Było to jednak jedyne spotkanie rozegrane przez niego w barwach Mainz przed wypożyczeniem w styczniu 2000 do trzecioligowego SV Darmstadt 98. Po zakończeniu sezonu 1999/2000 powrócił do Mainz. W sezonie 2003/2004 zajął z klubem 3. miejsce w lidze i awansował z nim do ekstraklasy. W Mainz grał do końca sezonu 2004/2005. Po jego zakończeniu postanowił zakończyć karierę.